# Bulbophyllum delitescens
Bulbophyllum delitescens là một loài phong lan thuộc chi Bulbophyllum.